# 柳川昌弘
柳川 昌弘（やながわ まさひろ、1939年12月9日 - ）は、日本の空手家。東京都出身。和道流空手道八段。全日本空手道連盟和道会柳川道場支部長。日本伝・二聖二天流柔術憲法創始者。
幼少期は身体障害をかかえていたが、徹底的な鍛錬によって達人と呼ばれる程の境地にまで上り詰めた異色の武道家として知られる。

## 略歴
- 1939年12月9日、東京に生まれる。
- 1958年、東京理科大学入学。空手道部（和道流）に入部。
- 大学卒業後は防衛庁に勤務。その後システムエンジニア、企業調査員などの職を経験する。
- 1970年、最上稲荷山大荒行入行。僧籍に入る。
- 1967年より全日本空手道連盟和道会柳川道場を主催。その後、独自の武道流派である日本伝・二聖二天流柔術憲法を創始。
- 2013年、全世界武道空手連合を結成。

## 人物・エピソード
- 彼の人生の苦難は、柳川家のお手伝いさんが2-3歳だった柳川を玄関前の石段に頭から叩きつけたことから始まる。この出来事により彼は顔がつぶれ、歯を失い、耳が狂い、視神経が痙攣するようになる。小学校に入学した柳川は猛烈ないじめに逢う。発熱、嘔吐、下痢を繰り返し、栄養失調の骸骨のような子供時代の彼にとっては、黒板の字を消すという作業すら命がけの労働に匹敵した。
- 激しい劣等感に悩まされた柳川は、それをバネにして猛烈な修行を積むようになる。中学時代にその修行は本格化し、高校時代には気狂いじみた激しい苦行を行うようになった。自転車を足で挟みながらの懸垂は日課であった。空手と出会ってからは中毒のように巻き藁を突きまくった。食事すら忘れ、出血など眼中になく、朝から晩まで突き続けたこともあったという。
- 体力のピーク時には体重50kg未満にもかかわらず、500kgほどある鉄道線路を持ち上げることができ、子供四人を肩につるして懸垂も行ったという。1tクラスの乗用車なら前からパンパーを持って、持ち上げることもできた。小型貨物自動車なら前から押さえ、エンジンをかけてもらっても、タイヤを舗装道路でスリップ回転させることができた。
- 柳川は独特の鍛錬方法をいくつも考案している。その中の一つに、棒立ちになったまま壁に倒れ、額を壁にぶつけて身体を止めるものがある。ビートたけし司会のテレビ番組「スーパージョッキー」でこれが披露された時は、その真剣な姿が逆に笑いの対象になっていた。
- 柳川は防衛庁に勤めていたが、連日の猛練習のせいで虚脱状態になり、在勤中の4年間一度も始業に間に合ったことがない。
- 武術研究家の甲野善紀や高岡英夫と交流があった。
- 施術家の高橋龍三に空手を教えていたことがある。

## 著作
- 『空手の理』 福昌堂
- 『続 空手の理』 福昌堂
- 『武道空手の理』 福昌堂
- 『一撃必倒への道』 福昌堂
- 『空手の理から明かされた宮本武蔵五輪の書』 福昌堂
- 『般若心経の暗号』 ベストセラーズ
- 『あなたにもオーラが見える―簡単にできる速観トレーニング術』 ベストセラーズ
- 『法華経に秘められた予言』 公人の友社
- 『日本国家防衛の基礎知識』 元就出版社
- 『武道実践者・柳川昌弘が読み解く―武道家のこたえ』 BABジャパン